# Gornji Vukojevac
Gornji Vukojevac – wieś w Chorwacji, w żupanii sisacko-moslawińskiej, w gminie Lekenik. W 2011 roku liczyła 67 mieszkańców.